# Marcel van Meerhaeghe
Marcel Alfons Gilbert van Meerhaeghe (né le 12 avril 1921 à Wetteren et mort à Gand le 22 mars 2014) est un économiste belge, publiciste et éditorialiste.

## Biographie

### 1939–1987
En 1939, Marcel van Meerhaeghe réussit l'examen d'entrée pour l'École royale militaire (ERM). Pendant la guerre, il étudie l'économie, les sciences politiques et la sociologie à l'université de Gand. En 1947 il est chargé de cours à temps partiel d'économie politique à l'université coloniale de Belgique. Par arrêté du Régent du 7 avril 1949, il était nommé près de la Direction générale de la Documentation et des Études générales du Ministère des Affaires Économiques et des Classes Moyennes et par arrêté du Régent du 2 mai 1949, il a été promu au grade de conseiller économique. En 1957, il est nommé professeur titulaire d'économie et d'économie internationale à l'université de Gand.
Entre 1961 et 1969 il était Vice-Président et (depuis 1964) Président de la Commission des Prix, une commission consultative qui assiste le Ministre des Affaires économiques.
Entre 1962 et 1969 il était coopté comme membre du Conseil central de l'économie, l'institution qui chapeaute le dialogue social et économique fédéral belge.
Depuis 1971, il était aussi membre du conseil de l'Institut belgo-luxembourgeois du change.
Entre 1972 et 1980, il était membre du conseil général de la Caisse générale d'épargne et de retraite.
Il a été le promoteur pour le doctorat des étudiants suivants : Mark Bienstman, Hugo Uyterhoeven, Marc De Clercq, Gaston Vandewalle (1923-2023) et Michel Van Hecke.
Autres étudiants connus : Wim Meeusen, Walter Cairns, Alain Missorten, Wilson De Pril, Servaas Deroose, Alain Vervaet, Piet Eeckhout et Luc Everaert (Itinera).

### Emeritus
En 1987-1988 il était 'Conseiller spécial pour la Commission des Communautés Européennes', particulièrement pour M. Willy De Clercq, ancien Vice Premier Ministre Belge et un membre de la Commission (1985–1989: Commissaire pour Relations Externes, responsable pour relations internationales et commerce extérieur).
Depuis 1988 M. van Meerhaeghe était membre de la Société du Mont-Pèlerin.

## Publications
Livres
Les plus importants :
- International Economic Institutions (Longmans, Kluwer Academic Publishers, Dordrecht, 7 editions entre 1966 et 1998). 7ième édition: Kluwer Academic Publishers  (ISBN 0-7923-8072-X); Springer  (ISBN 978-0-7923-8072-6). Une excellente synthèse de certaines organisations économiques internationales et européennes, un instrument pratique de référence[12]. Commentaire sur le Traité de Maastricht (1992) et le Traité d'Amsterdam (1997).
- Economics: Britain and the EEC (Longmans, London 1969)[13].
- Economics, A critical approach (Weidenfeld & Nicolson, London 1971).
- International Economics (Longman Group Limited/Prentice Hall Press, London, Crane Russak, New York 1972).
- Economic Theory. A Critic's Companion (H.E. Stenfert Kroese, Anvers/Martinus Nijhoff, Boston, Lancaster 1980, 2ième ed. 1986). 2ième edition: Springer  (ISBN 978-9-4017-1367-2).
- Belgium and EC Membership Evaluated (Pinter Publishers, London, St. Martin's Press, New York 1992). Contributions de 14 auteurs, e.a. Roger Blanpain, Alfred Cahen et Philippe de Schoutheete[14].

Colloques
Un nombre de discours étaient publiés comme essai, par exemple :
- La planification indicative, dans l'ouvrage collectif (e.a. prof. Alexander Baykov, 1899-1963, Université de Birmingham) Études d'Économie Politique - Les problèmes de la planification, publié à l'occasion du colloque de janvier 1962 (Université Libre de Bruxelles - Institut de Sociologie Solvay, Bruxelles 1963), pp. 39–60[15]. E.a. à propos de la programmation linéaire.
- Price Theory and Reality, discours devant les membres de l'Institut des Réviseurs d'Entreprises à Bruxelles le 9 mars 1968, dans M.A.G. van Meerhaeghe, Price Theory and Price Policy (Longmans, London 1969), pp. 18–33.
- Nietzsche and economics[16] et Nietzsche and business ethics, dans Friedrich Nietzsche 1844-1900. Economy and Society, ed. J. Backhaus et W. Drechsler, The European Heritage in Economics and the Social Sciences, Vol. 3, Kluwer 2003 (plus tard Springer, New York, Heidelberg 2006), pp. 39–54 et 139-144[17].
- Is Montaigne a Utopian ?, dans The State as Utopia – Continental Approaches, ed J. Backhaus, The European Heritage in Economics and the Social Sciences, Vol. 9, Springer, 2011, pp. 67–76.
- Mature Cameralism According to Pfeiffer (Johann Friedrich von Pfeiffer), dans Physiocracy, Antiphysiocracy and Pfeiffer, ed J. Backhaus, The European Heritage in Economics and the Social Sciences, Vol. 10, Springer, 2011, pp. 135–147[18].
- Globalisation: concept, outcome, future – a continental view, European Journal of Law and Economics, avril 2012, Vol. 33, No. 2 (Essays in honour of Dr. Reginald Hansen, 1919–2016), pp. 239–306. Derrière le combat il y a des questions politiques, qui - sous une forme ou autre - sont à l'ordre du jour à plusieurs endroits de l'Europe de l'ouest. Dans quelle mesure un pays d'exportation doit être ouvert afin d'avoir du succès dans l'économie globalisé? À partir de quand il court le risque de perdre ses particularités, sa culture ou - comme on l'appelle de préférence dans le contexte des droits politiques - son identité?

Articles
Une sélection :
- De la théorie à la politique économique. La comptabilité nationale, Industrie. Revue de la Fédération des Industries Belges, avril 1950, pp. 202–205.
- De economische toestand van Belgisch-Kongo en Ruanda-Urundi in 1949, Economisch-Statistische Berichten, Vol. 35, N° 1723, 17 mai 1950, pp. 387–389.
- La signification économique du Congo Belge pour la Belgique, Problèmes d'Afrique Centrale, N° 17, 1952, pp. 164-170. L'article aborde les principaux domaines dans lesquels le Congo Belge présente des facteurs d'intérêts pour l'économie belge.
- La Belgique et la Communauté économique européenne, Revue du Travail (Bruxelles), mars 1958, pp. 275–283[19]. Les principales obligations découlant pour la Belgique des dispositions fondamentales du traité de Marché commun européen. E.a. tarif douanier commun en général plus élevé.
- Contributions récentes aux théories relatives à la balance des paiements, Rivista internazionale di scienze economiche e commerciali[20], Vol. 9 (2), février 1962, pp. 101-121.
- Caractéristiques de l'économie congolaise, dans Livre blanc - Mémoires: série Sciences morales et politiques (Académie Royale des Sciences d'Outre-Mer, Bruxelles 1962), tome I, pp. 467-482. E.a. à propos de la Société Générale et la discrimination raciale au Kivu.
- Observations sur les vues des pays neufs à l'égard de leur croissance économique, Kyklos, 1965 (18), Fasc. 3, pp. 475–494. E.a. à propos de l'importance de personnel qualifié (la formation d'une élite) et l'accroissement excessif de la population (au Japon l'avortement est admis depuis 1948).
- Les instruments de la politique des prix, Revue Économique, Vol. 18, N° 4, juillet 1967, pp. 618–636[21]. À propos de la lutte contre l'inflation.
- Observations sur la signification des termes d'échange des pays sous-développés, Kyklos, 1969, Fasc. 3, pp. 566–584. E.a. à propos de la signifiance statistique et arguments humanitaires versus considérations économiques.
- Burocrazia: la protesta di un economista belga, Economia delle Scelte Pubbliche, Vol. I, 1983-1, pp. 45-51[22]. À propos de politisation, groupes de pression et circuits parallèles d'information.
- The church and the economy, Economia delle Scelte Pubbliche, Vol. V, 1987-2, pp. 97–104. Analyse des communications économiques de l'église catholique (Vatican, évêques).
- Taxation and the European Community, Economia delle Scelte Pubbliche, Vol. VII, 1989-1/2, pp. 17–28. Histoire de l'impôt depuis le Rapport du Comité Neumark.